# بابااسکی
بابااسکی (به ترکی استانبولی: Babaeski) شهری است در کشور ترکیه که در استان قرقلرایلی واقع شده‌است. جمعیت این شهر بر اساس سرشماری سال ۲۰۰۸ میلادی ۲۸٬۲۰۰ نفر و بر اساس برآوردهای سال ۲۰۰۹ میلادی ۲۸٬۷۶۹ نفر می‌باشد.